# Cochliobolus nisikadoi
Cochliobolus nisikadoi är en svampart som först beskrevs av Tsuda, Ueyama & Nishih., och fick sitt nu gällande namn av Alcorn 1983. Cochliobolus nisikadoi ingår i släktet Cochliobolus och familjen Pleosporaceae.   Inga underarter finns listade i Catalogue of Life.